# 貴池区
貴池区（きち-く）は中華人民共和国安徽省池州市に位置する市轄区。白髪三千丈の句で有名な李白の詩の連作「秋浦の歌」が詠まれた。

## 行政区画
- 街道:池陽街道、秋浦街道、里山街道、江口街道、馬衙街道、墩上街道、梅竜街道、秋江街道、杏花村街道、清風街道、清渓街道
- 鎮:殷匯鎮、牛頭山鎮、涓橋鎮、梅街鎮、梅村鎮、唐田鎮、牌楼鎮、烏沙鎮、棠渓鎮

## 地理
長江の南岸に位置し、秋浦河が長江に流れ込む。銅陵市郊区銅山鎮が飛地として存在する。